# Успенский монастырь (Пермь)
Пермский Успенский женский монастырь (полное название — монастырь Успения Пресвятой Богородицы в городе Перми) — православный монастырь в центре города, основанный в 1875 году на средства купцов Григория и Фёдора Каменских. По решению Святейшего Синода открыт в 1882 году, закрыт в 1920 году, возобновлён в 1995 году. Сейчас[когда?] в монастыре проживают около 60 насельниц, проходят ежедневные службы. Расположен по адресу ул. Плеханова, 39/5.

## Основание и развитие
Строительство монастыря началось в 1875 году на средства братьев купцов Григория и Фёдора Каменских. К этому времени на окраине города Перми образовалась женская община. Уже в 1882 году по решению Святейшего Синода община получает статус монастыря. Главный собор монастыря — Успенский Собор Пресвятой Богородицы — был украшен иконостасом работы художника М. В. Нестерова.
1 мая 1905 года состоялась закладка каменной церкви в честь иконы Божьей Матери Казанской. Освящён храм 12 октября 1908 года. В оформлении иконостаса и внутреннего убранства церкви принимали участие художники С. И. Вашков (деревянный резной иконостас и эскизы утвари) и Н. К. Рерих. 1 октября 1905 года епископ Никанор совершил освящение деревянного храма во имя св. жён Мироносиц в Успенском женском монастыре, перенесённого со старого кладбища монастыря на новое.
29 апреля 1912 года Успенский женский монастырь возведён из третьеклассного в первоклассный ввиду его особого значения для религиозно-воспитательного влияния на население города и края.
В здании трапезного (игуменского) корпуса в 1914 году останавливалась великая княгиня Елизавета Фёдоровна.

## XX век
В 1918 году имущество Успенского монастыря было муниципализировано, и уже в 1920 году монастырь был закрыт. В 1933 году постройки монастыря попали в зону расположения воинской части. В 1985 году началось их восстановление (проект реставрации церкви Казанской Божией матери разработан ещё в 1976—1977 годах), реставрационные работы под руководством Г. Д. Канторовича проводились Пермскими специальными научно-реставрационными мастерскими и были завершены к 1990 году.

## Современная жизнь монастыря
Возрождение обители началось в 1993 году.
В 1995 году Успенскому Пермскому монастырю был возвращён храм Казанской иконы Божией Матери. Сегодня в Свято-Успенской обители подвизается более 60 насельниц. В Казанском храме проходят ежедневные богослужения. Храм открыт ежедневно для всех желающих. Восстановлен игуменский корпус. В 2012 году на территории монастыря был построен храм Иоанна Богослова, являющийся одновременно зданием воскресной школы.
25 декабря 2012 года, в день памяти святителя Спиридона Тримифунтского, в новой Иоанно-Богословской церкви состоялась первая Божественная литургия. Ещё не были оштукатурены стены и временный иконостас не был «укомплектован» святыми иконами
В настоящее время на территории обители расположены два действующих храма — в честь Казанской иконы Божией Матери и во имя святого апостола Иоанна Богослова. На монастырском подворье в с. Кольцово находится храм во имя святителя Николая Чудотворца.
В Успенском монастыре ежедневно совершается Божественная литургия. С самого начала возрождения было установлено совершать чтение Неусыпающей псалтири. Чтение Псалтири — это непрестающее ходатайство перед Богом о благостоя́нии всего мира, ради чего, собственно, и существуют православные монастыри.
Помимо участия в богослужениях, монахини трудятся на послушаниях: церковном, просфорном, клиросном, трапезном, работают в мастерских, благоукрашают территорию цветами, сами водят машины. Они шьют облачения, вышивают плащани́цы, возду́хи, иконы, хору́гви. Чтобы обеспечить себя продуктами, трудятся на полях, выращивают овощи в теплицах, ухаживают за коровами, держат пасеку.
Кроме молитв, послушаний и участия в церковных Таинствах, духовному становлению сестер помогают занятия по богословским дисциплинам. Монахини, по благословению Святейшего Патриарха Кирилла, изучают Ветхий и Новый Завет, церковную историю, историю Отечества, богослужебный устав, церковно-славянский язык и другие предметы. Уроки проводят преподаватели пермской семинарии.
В конце XIX века обширные монастырские угодья располагались на окраине губернского центра, а сейчас обитель оказалась в центре промышленного мегаполиса и ютится на крошечной территории, превращенной монахинями в благоуханный цветник
Игуменией монастыря с 27 декабря 2023 года назначена монахиня Мария (Яковлева).

## Наследие
Является памятником архитектуры федерального значения (Рег.№ 591410308810006) (Выписка из Постановления Совета Министров РСФСР № 624 от 04.12.1974).